# Nathan Vandenbulcke
Nathan Vandenbulcke (* 28. März 1996 in Nantes) ist ein französischer Jazzmusiker (Schlagzeug, Vibraphon).

## Leben und Wirken
Vandenbulcke erhielt ab dem Alter von sieben Jahren klassischen Unterricht auf dem Schlagwerk. 2014 erwarb er noch als Schüler das Baccalauréat techniques de la musique et de la danse. Er setzte seine Ausbildung als Schlagzeuger an der Lausanner Musikhochschule (HEMU) fort, wo er im Juni 2018 seinen Bachelor absolvierte. 2017 erhielt er das Stipendium der Fondation Casino Barrière de Montreux pour le Talent et la Créativité. Seine Vorbilder sind Elvin Jones, Paul Motian, Brian Blade, Marcus Gilmore und Craig Weinrib.
Vandenbulcke war Vibraphonist der Gruppe Monolithes und wirkte dann als Schlagzeuger in verschiedenen Lausanner Bands wie The Big Tusk, Kolmoset, Oggy & The Phonics, Mohs (Mirage 2023). Er gehört zum Quartett und Sextett von Louis Matute, mit denen er die Alben How Great This World Can Be (QFTF 2020) und Our Folklore (Neuklang 2022) veröffentlichte und den 2. Preis beim ZKB Jazzpreis 2022 errang. Er trat beim Montreux Jazz Festival, bei «Jazz Onze+» oder beim Cully Jazz Festival auf. Weiterhin ist er im Trio von Gabriel Zufferey (B.E. for Heavens) und auf den Alben Fundamentum von Antoine Brochot und Reflecting Signs von Tenzin Airbow zu hören.